# GOCR
GOCR (GNU Optical Character Recognition albo JOCR) – wolne oprogramowanie służące do optycznego rozpoznawania znaków (OCR) o otwartym kodzie źródłowym, który umożliwia konwersję obrazów zawierających tekst na format tekstowy możliwy do edycji. Został stworzony przez Joachima Wagnera i jest częścią projektu GNU. GOCR działa na różnych platformach, takich jak Linux, Windows oraz macOS, a także obsługuje liczne formaty obrazów, w tym PNM, PBM, PGM, PPM oraz BMP, co czyni go wszechstronnym narzędziem dla użytkowników poszukujących darmowego rozwiązania OCR.